# Amistad Gymnasium
L'Amistad Gymnasium est un gymnase américain à Amistad, dans le comté d'Union, au Nouveau-Mexique.
Construit en 1937 dans le style Pueblo Revival, il est inscrit au New Mexico State Register of Cultural Properties depuis le 26 janvier 1996 ainsi qu'au Registre national des lieux historiques depuis le 15 mars 1996.